# Обербергішер
Обербе́ргішер (нім. Oberbergischer Kreis) — район в Німеччині, в складі округу Кельн землі Північний Рейн-Вестфалія. Адміністративний центр — місто Гуммерсбах.

## Населення
Населення району становить 279532 особи (2011).

## Адміністративний поділ
Район поділяється на 6 комун (нім. Gemeinden) та 7 міст (нім. Städte):
| № | Комуна/ місто | Площа, км² | Населення, осіб (2011) | Центр         |
| - | ------------- | ---------- | ---------------------- | ------------- |
| 1 | Енгельскірхен | 63,1       | 19977                  | Енгельскірхен |
| 2 | Ліндлар       | 85,9       | 21989                  | Ліндлар       |
| 3 | Марінгайде    | 55,0       | 13724                  | Марінгайде    |
| 4 | Морсбах       | 56,0       | 10870                  | Ліхтенберг    |
| 5 | Нюмбрехт      | 71,8       | 17168                  | Нюмбрехт      |
| 6 | Райхсгоф      | 50,6       | 20578                  | Денклінген    |
| 1 | Бергнойштадт  | 37,9       | 19540                  | Бергнойштадт  |
| 2 | Вальдбрель    | 63,3       | 19300                  | Вальдбрель    |
| 3 | Віль          | 53,3       | 25644                  | Віль          |
| 4 | Віпперфюрт    | 118,1      | 23026                  | Віпперфюрт    |
| 5 | Гуммерсбах    | 95,4       | 51023                  | Гуммерсбах    |
| 6 | Гюккесваген   | 50,5       | 15599                  | Гюккесваген   |
| 7 | Радеформвальд | 53,8       | 22307                  | Радеформвальд |

| Німеччина | Це незавершена стаття з географії Німеччини. Ви можете допомогти проєкту, виправивши або дописавши її. |

1. ↑  GeoNames — 2005.